# Kseniya Dobrynina
Kseniya Dobrynina (en russe : Ксения Добрынина), née le 11 janvier 1994 à Voronej, est une coureuse cycliste russe.

## Palmarès sur route

### Par année
- 2012
  -  Médaillée d'argent du championnat d'Europe du contre-la-montre juniors
  - 2e du Chrono des Nations-Les Herbiers-Vendée juniors
- 2013
  - 2e du championnat de Russie contre-la-montre
  -  Médaillée de bronze du championnat d'Europe du contre-la-montre espoirs
- 2014
  - 2e du championnat de Russie contre-la-montre
  - 3e du championnat de Russie sur route
- 2017
  - 8e du Tour de l'île de Chongming
- 2019
  - 3e du championnat de Russie contre-la-montre

### Classements mondiaux
| Année                                 | 2013 | 2014 | 2015 | 2016 | 2017 | 2018 | 2019 | 2020 |
| ------------------------------------- | ---- | ---- | ---- | ---- | ---- | ---- | ---- | ---- |
| Classement UCI                        | 249e | 179e | 595e | nc   | 134e | 499e | 329e | 503e |
| UCI World Tour                        |      |      |      | nc   | 77e  | nc   | 236e | nc   |
|                                       |      |      |      |      |      |      |      |      |
| Légende : nc = non classéSource : UCI |      |      |      |      |      |      |      |      |

## Palmarès sur piste

### Championnats d'Europe
- Anadia 2012
  -  Médaillée d'argent de la course aux points juniors
  -  Médaillée d'argent de la poursuite par équipe juniors
  - 4e de la poursuite juniors